# Vipassanaretraite
Een vipassanaretraite is een tien- of elfdaagse retraite waarin de meditatietechniek vipassana aangeleerd en beoefend wordt.

## Vipassana
Het edele achtvoudige pad dat Gautama Boeddha na zijn verlichting onderwees bevat twee meditatiemethoden: Samatha (concentratiemeditatie) en Vipassana (inzichtsmeditatie). In Vipassana worden alle vergankelijke verschijnselen neutraal geobserveerd, en ziet men de dingen zoals ze werkelijk zijn, namelijk onbevredigend, zonder essentie en vergankelijk.

## Retraite
Een normale vipassanaretraite duurt 10 of 11 dagen. Voor gevorderde studenten zijn er ook verlengde retraites die steeds een meervoud duren, dus 22, 33, 44 dagen etc.
Tijdens een retraite leven, mediteren, eten, ontspannen en slapen de mannen en de vrouwen gescheiden van elkaar. Omdat het accent tijdens de retraite ligt op zelfinzicht, is het niet toegestaan tijdens de retraite met anderen te praten, anderen aan te kijken of elkaar te helpen door bijvoorbeeld iets aan te reiken of een deur open te houden.
Een retraitecentrum is doorgaans kaal en sober. Er zijn geen beelden of schilderingen aanwezig, er wordt geen muziek gedraaid of wierook gebrand. Zodoende is elke vorm van afleiding afwezig, wat het voor de student zou vergemakkelijken om dieper en dichter bij zichzelf te komen.

## Tijdschema
De dagindeling wordt begin 21e eeuw nog steeds toegepast zoals Gautama Boeddha ze ooit heeft opgesteld:
| Tijden          | Activiteit                 |
| --------------- | -------------------------- |
| 4u30            | luiden van de bel, opstaan |
| 5u00 tot 6u15   | 1e meditatie               |
| 6u15 tot 8u     | ontbijt en pauze           |
| 8u00 tot 9u15   | 2e meditatie               |
| 9u15 tot 9u30   | pauze                      |
| 9u30 tot 10u45  | 3e meditatie               |
| 10u45 tot 11u   | pauze                      |
| 11u00 tot 13u   | lunch en pauze             |
| 13u00 tot 14u15 | 4e meditatie               |
| 14u15 tot 14u30 | pauze                      |
| 14u30 tot 15u45 | 5e meditatie               |
| 15u45 tot 16u   | pauze                      |
| 16u00 tot 17u15 | 6e meditatie               |
| 17u15 tot 18u15 | diner en pauze             |
| 18u15 tot 19u45 | dharma-lezing              |
| 19u45 tot 21u   | 7e meditatie               |
| 21u00 tot 21u30 | pauze                      |
| 21u30           | lichten uit                |

Er zijn variaties mogelijk op dit tijdschema:
- meditatiesessies van 60 en 90 minuten in plaats van 75 minuten
- loopmeditaties in plaats van de zitmeditatie
- de afwezigheid van een lunch (vooral voor oud-studenten)